# Ituri

Ituris läge i Kongo-Kinshasa.

Ituri är en provins i Kongo-Kinshasa, som bildades ur den tidigare provinsen Orientale enligt planer i konstitutionen 2006, genomförda 2015. Huvudstad är Bunia och officiellt språk swahili. Provinsen har 4,2 miljoner invånare.
Provinsen har varit centrum för iturikonflikten mellan lendufolk under FNI och det Ugandastödda hemafolket under Unionen av Kongolesiska Patrioter.
Ituri ligger till stora delar på en högplatå, 2 000–5 000 meter över havet, och här finns Ituriregnskogen och Iturifloden, som gett namn åt provinsen. Till de mer säregna inslagen i provinsens fauna hör okapin.
Ituri var en självständig provins också mellan 1962 och 1966, då under namnet Kibali-Ituri. Den delas numera administrativt in i territorierna Aru, Djugu, Irumu, Mahagi och Mambasa.